# Покушение на Юзефа Пилсудского
Покушение на Юзефа Пилсудского (пол. Zamach na Józefa Piłsudskiego we Lwowie) 25 сентября 1921 года осуществил член УВО Степан «Смок» Федак во Львове на площади Рынок. Федак планировал ликвидировать Начальника Польского государства Юзефа Пилсудского и главу Львовского воеводства Казимежа Грабовского. Покушение провалилось, поскольку воевода был ранен в плечо и в руку, а Пилсудский и вовсе не пострадал, поскольку сел в машину ещё до первых выстрелов.

## Предпосылки
Украинская войсковая организация запланировала покушение на Юзефа Пилсудского после краха ЗУНР и присоединения Галиции к Польше. Распоряжение о ликвидации Пилсудского отдал глава УВО Евгений Коновалец, прибывший во Львов за несколько месяцев до покушения. По мнению некоторых историков, Коновалец поручил собственно Степану Федаку найти исполнителя, однако Федак решил выполнить распоряжение руководства самостоятельно.

## События
25 сентября 1921 года Юзеф Пилсудский и Казимеж Грабовский совершили официальный визит во Львов. Они присутствовали на торжественной встрече во Львовской ратуше, после которой отправились на представление во Львовской опере. На площади Рынок их встречала толпа людей, среди которых были и украинские националисты. Федак рассказал, что Пилсудского люди ждали очень долго, вследствие чего дико нервничали:

Я занял было хорошую позицию, выйдя значительно быстрее. Но время шло, люди собирались, толпились и меня всё время выталкивали — и за короткое время оттолкнули меня далеко назад. Шли минуты, напряжение росло не только у меня, но и у публики. Я держал обе руки в карманах, чтобы тем самым прикрыть или дезориентировать всяких типов из тайной полиции или вообще поляков, которые смотрели на каждого, кто стоял сбоку, слева и справа от них. В таком напряжении кто-то воскликнул: «Идёт!» А поляк, который стоял рядом, схватил меня за руку. Я подумал, что это агент тайной полиции ловит меня как раз за правую руку, в которой я держал револьвер. Однако оказалось, что это был обычный зритель, который нервно схватил меня за руку, но в тот же момент освободил её и извинился.
Оригинальный текст (укр.)…Я зайняв був добру позицію, вийшовши значно швидше. – Одначе час минав, люди збиралися, тлумилися і мене все витискали – і в короткому часі відтиснули мене далеко назад. Минали хвилини, напруження зростало не тільки в мене, але і в публіки. Я тримав обидві руки в кишенях, щоби тим прикривати чи дезорієнтувати всяких типів тайної поліції чи взагалі поляків, що приглядалися кожному, хто стояв побіч, наліво й направо від них. У такому напруженні хтось вигукнув: “Іде!” А поляк, що стояв поруч мене, схопив мене за руку. Я думав, що це аґент тайної поліції ловить мене якраз за праву руку, що в ній тримав я револьвер. Одначе виказалося, що був це звичайний глядач, який у поденервуванні спіймав мене за руку, але в тому ж таки менті звільнив її і вибачився.

Когда Пилсудский и Грабовский садились в машину, Федак трижды выстрелил в их сторону. Из-за толкотни он ранил Грабовского только в плечо и левую руку, а в Пилсудского не попал. Федак пытался застрелиться, но разъярённая толпа не позволила ему это сделать.

## Последствия
После покушения по Львову прокатились массовые аресты украинцев. Согласно заявлению газеты «Український вісник» от 29 сентября 1921 года, попытка покушения вызвала переполох в Варшаве, а польские газеты публиковали статьи о том, что Пилсудский испытывает глубочайшее уважение к украинскому народу и что польские войска боролись за свою свободу на исторической земле украинского народа ради его же блага. Федак после ареста взял на себя ответственность за покушение: согласно газете «Український Прапор», он заявил, что стрелял только во львовского воеводу Грабовского, который осуществлял дискриминационную политику против украинцев. Тем не менее, польская прокуратура предъявила ему обвинения в покушении на убийство Юзефа Пилсудского и государственной измене.
С 23 октября по 18 ноября 1922 года состоялся суд. На скамью подсудимых попали ещё группа заговорщиков: Франтишек Штык, Дмитрий Палиев, Остап Коберский, Василий Кучабский, Михаил Матчак, Пётр Яремчук, Леонард Голубович, Николай Тофан, Ян Белецкий, Остап Горобийовский, Евгений Цыбликевич и Богдан Гнатевич. Все обвиняемые отказались давать показания, заявив, что гражданами Польши не являются и не признают обвинения в государственной измене. Адвокат обвиняемых, Ярослав Олесницкий, строил свою позицию на том, что у обвинения из доказательств представлен только револьвер, из которого стреляли, а остальные доказательства исчезли, к тому же не было прямых свидетельств того, что преступление Федака могло быть совершено именно против Польской Республики. Суд признал Федака виновным и приговорил его к 6 годам лишения свободы, наказание тот отбывал в тюрьме на улице Стефана Батория, а затем в уголовной тюрьме города Равич. Через 2 года после осуждения он был амнистирован в обмен на обязательство покинуть Польшу. Палиев, Матчак, Цыбликевич и Яремчук получили по 2 года 6 месяцев тюрьмы, Штык получил полтора года тюрьмы. Все остальные были оправданы.
Украинская войсковая организация взяла на себя ответственность за покушение на убийство, заявив, что это был протест против политики Пилсудского и его посещения Восточной Галиции. Пилсудский решил уйти в отставку и 14 декабря 1922 года передал полномочия главы государства Габриэлю Нарутовичу. Это стало спасением для Пилсудского, потому что два дня спустя Нарутович был застрелен. А 5 сентября 1924 года УВО организовала покушение на Станислава Войцеховского, тогдашнего Президента Польши.